# Dasymys griseifrons
Dasymys griseifrons is een knaagdier uit het geslacht Dasymys dat voorkomt in de bergen van Ethiopië. Deze soort is alleen met zekerheid gevonden bij het meer Tana; exemplaren uit Jimma vertegenwoordigen waarschijnlijk een aparte soort, hoewel ze wat overeenkomsten met D. medius laten zien. Er zijn ook twee karyotypische vormen bekend uit Ethiopië, maar de verwantschap met de morfometrische gegevens op basis waarvan deze soort als aparte soort erkend werd is onbekend. D. griseifrons is een vrij grote soort met in het bijzonder een brede interorbitale constrictie. Deze werd tot 2004 universeel tot Dasymys incomtus gerekend en sommige biologen doen dat nog steeds.